# St. Ursula (Schloß Holte)
Die römisch-katholische Pfarrkirche St. Ursula befindet sich in der ostwestfälischen Stadt Schloß Holte-Stukenbrock im Kreis Gütersloh in Nordrhein-Westfalen. Die neugotische Hallenkirche wurde am 13. Oktober 1913 durch den Paderborner Weihbischof Heinrich Hähling geweiht und später mehrfach erweitert. Kirche und Gemeinde gehören zum Pastoralen Raum Am Ölbach im Dekanat Rietberg-Wiedenbrück des Erzbistums Paderborn.

## Geschichte und Architektur
Die wenigen Katholiken in Schloß Holte gehörten zunächst zur Pfarrei Kaunitz, bis mit dem Zuwachs von Katholiken im Zuge der Industrialisierung des 19. Jahrhunderts der Ruf nach einer eigenen Seelsorgestelle und Kirche laut wurde. Das Patrozinium St. Ursula wurde von der früheren katholischen Schlosskapelle von Schloss Holte übernommen.
Die 1913 fertiggestellte kleine Kirche bestand aus einem zweijochigen Langhaus mit eingezogenem polygonalem Chor und Dachreiter. Da die Gemeinde durch Zuzug weiter wuchs, wurde 1932/1933 eine Erweiterung um zwei Joche und einen massiven Glockenturm durchgeführt. 1958 erhielten Chor und Turm ihre heutige „sachliche“ Gestalt. Gleichzeitig wurde die originale Innenausstattung durch neue Stücke im Zeitstil ersetzt. 1975 wurden schließlich wieder ein Hochaltar und Kreuzwegstationen aus der Erbauungszeit angeschafft.